# El Cànem
El Cànem era el nom popular de la filatura de jute dels germans Godó al Poblenou de Barcelona. De tot aquest conjunt, que va arribar a ocupar tres illes del Pla Cerdà entre els carrers de Llull, Roc Boronat (abans Luchana), Ramon Turró (abans Enna), passatge de Bori, Doctor Trueta (abans Wad-Ras) i Llacuna, només queden tres edificis, dos dels quals estan catalogats com a bens amb elements d'interès (categoria C). Una placa a la Rambla del Poblenou recorda les dones que hi treballaven, conegudes despectivament com a xinxes, perquè el polsim del cànem feia una forta pudor que impregnava els seus vestits. Xavier Benguerel en va fer un quadre descarnat en una de les seves novel·les.

## Història
A la dècada del 1860, els germans Carles (1834-1897) i Bartomeu Godó i Pié (1839-1894) es van instal·lar a Barcelona com a comerciants, preferentment de teixits. Al cap d'uns anys van formar una societat amb Pere Milà i Pi, que es diria Godó Germans, Milà i Cia, dedicada a la dedicada a la filatura de jute, fibra utilitzada en la confecció de sacs i xarpelles.
La fàbrica ja existia el 1880, quan Bartomeu Godó va demanar permís per a reconstruir part d'una «quadra» al carrer d'Enna (actual Ramon Turró) que havia estat destruïda per un incendi, segons el projecte del mestre d'obres Joan Barba. Aquell mateix any, Godó va demanar permís per a regularitzar les alineacions i construir uns magatzems al xamfrà dels carrers de Wad-Ras (actual Doctor Trueta) i de la Indústria (actual Llacuna), segons el projecte del mateix autor. El 1885 es va presentar el projecte d'una ampliació al xamfrà del carrer de la Llacuna i de Ramon Turró, obra del mateix autor. El 1889, Godó va sol·licitar novament permís per a remuntar un pis a l'edifici del carrer de Wad-Ras, 191 (actual Doctor Trueta, 203) segons el projecte del mestre d'obres Joan Bruguera i Díaz. La fàbrica donava feina a uns 2.000 obrers, majoritàriament dones i nens, que treballaven en unes condicions molt dures. El 1892, la societat va passar a dir-se Godó i Cia.
Arran dels fets de la Setmana Tràgica, els Godó van cedir un dels edificis a la Guàrdia Civil perquè hi instal·lés una caserna. Més endavant, durant la Guerra Civil, la fàbrica va ser col·lectivitzada i va canviar de nom: Societat Obrera Filadora de Jute. Aquesta experiència va finalitzar quan les tropes del general Franco van entrar a Barcelona el 1939. Acabada la guerra, Carles de Godó i Valls va recuperar-ne la titularitat però va cedir la fàbrica gratuïtament a l'Estat espanyol, que la habilitar com a presó política, amb el nom de prisión provisional de Pueblo Nuevo i va funcionar entre el 1939 i el 1942, depenent organitzativament de la Presó Model. El comandant de la presó es deia Juan Brugueño, i hi van passar més de d'11.000 republicans, dels quals 1.619 foren afusellats al Camp de la Bota. Segons un estudi publicat el 2013 per la revista L'Avenç, les condicions de vida eren deplorables: fins a 960 reclusos s'allotjaven en aquesta presó de dimensions reduïdes i patien pallisses constants. Disposaven de 30 cm d'amplada per a dormir. Quan la presó va tancar el 1942, els reclusos van ser traslladats a La Model, i els morts sense família o sense recursos eren enterrats al Fossar Comú, avui transformat en el Fossar de la Pedrera. Aquell mateix any, el recinte va tornar a mans dels Godó.

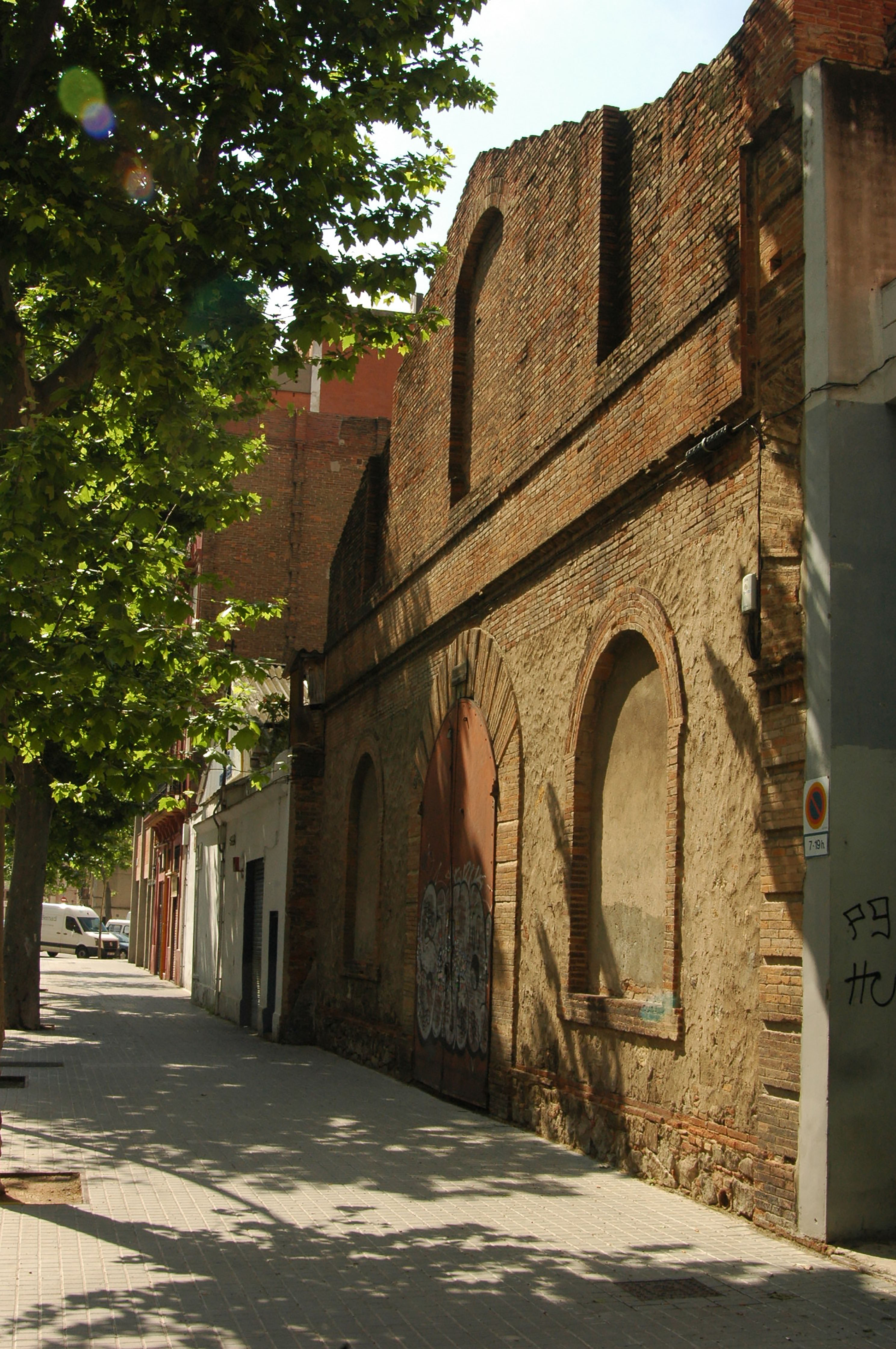
Nau d'El Cànem al carrer de la Llacuna, 19

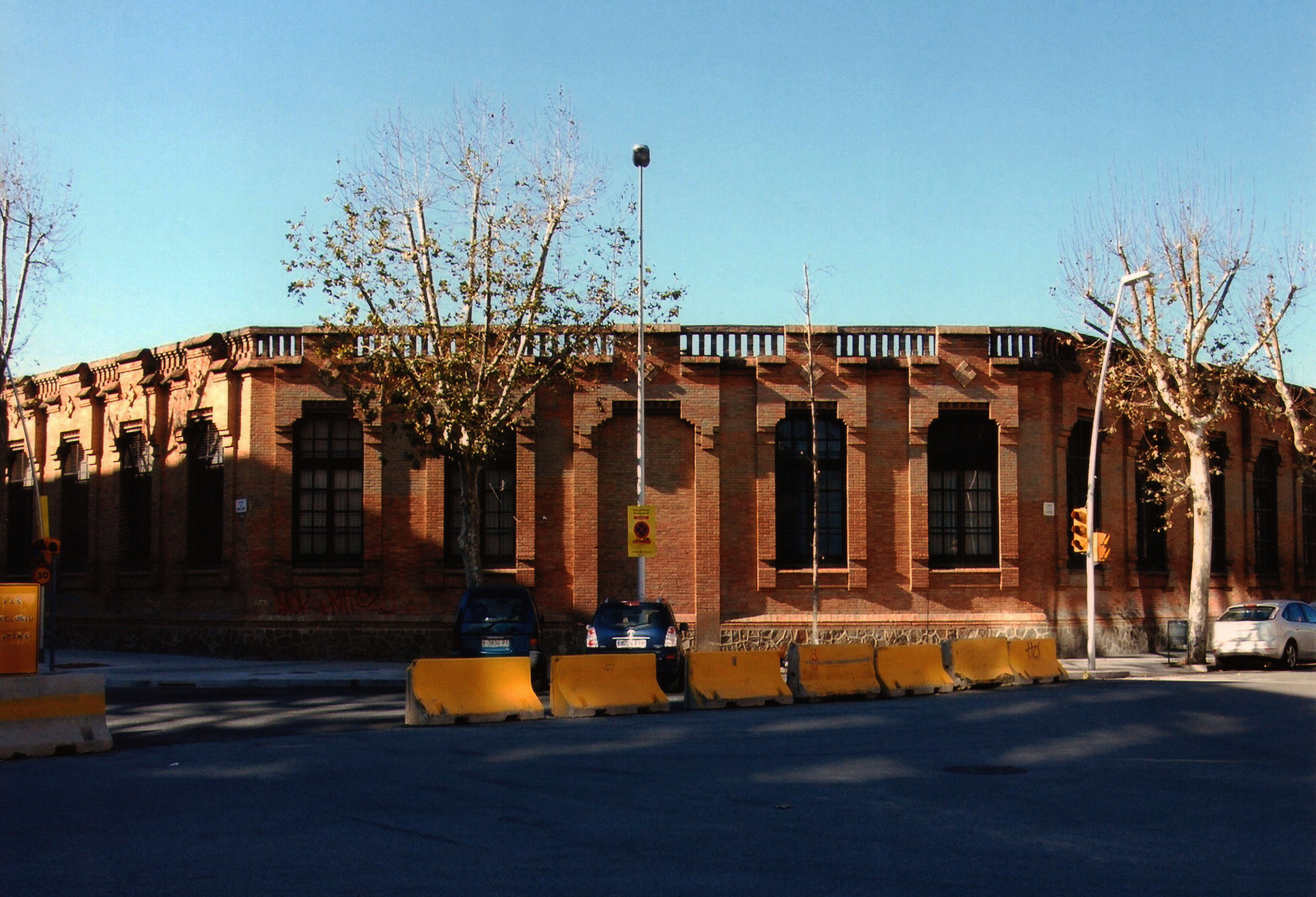
Antics tallers de La Vanguardia als carrers de Ramon Turró i de la Llacuna

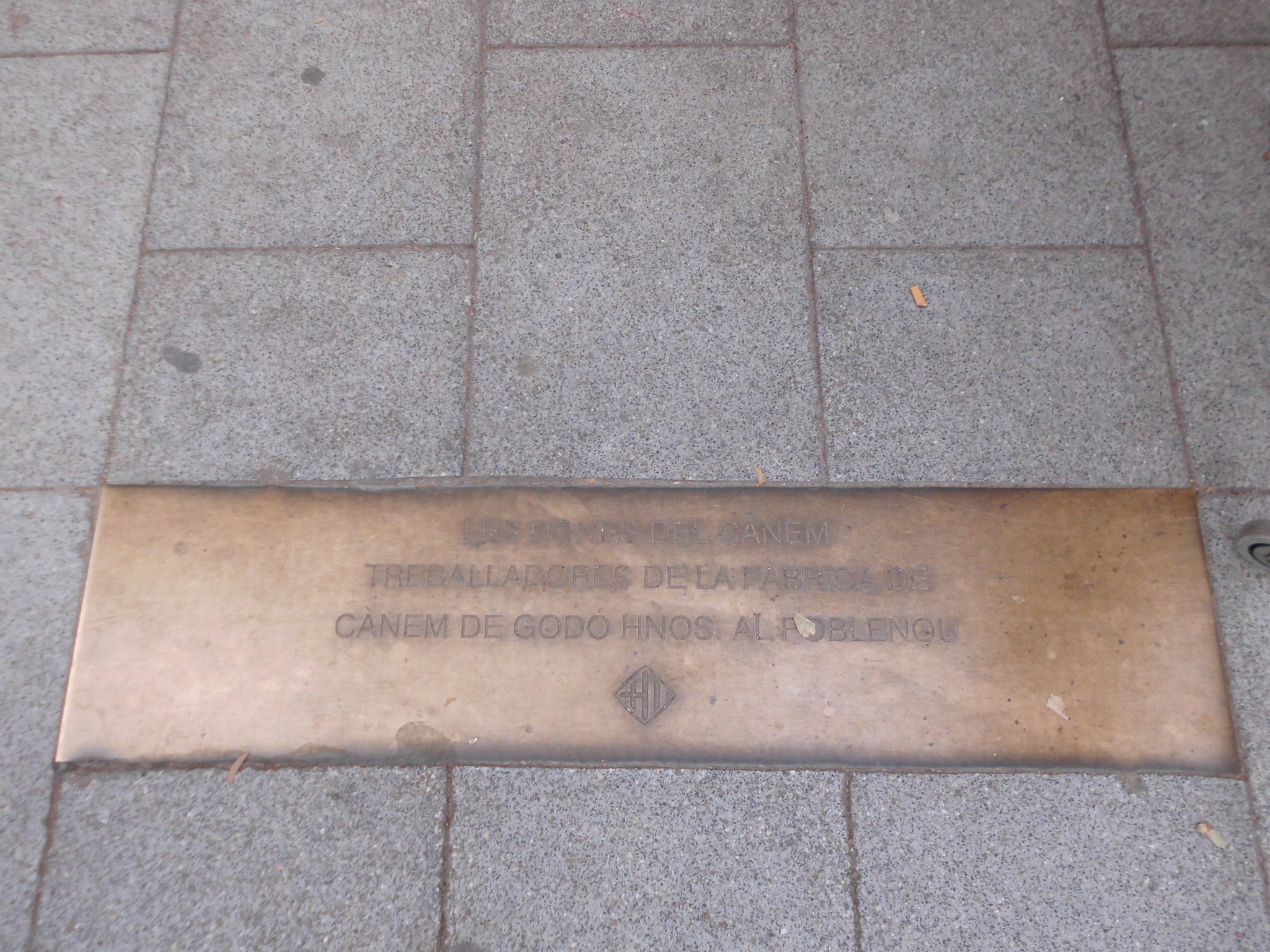
Placa a la Rambla del Poblenou, en record de les dones del Cànem

El 1946, l'empresa es va fusionar amb la filatura de jute Viuda i Fills de Jaume Trias, amb fàbrica a L'Hospitalet de Llobregat, donant lloc a la nova societat Godó i Trias SA, amb un capital de 50 milions de pessetes. El 1961 es va crear la filial Talleres de Imprenta SA (TISA), i el 1962 es va encarregar als arquitectes Francesc Ribas i José Luis Cía la reforma de l'edifici del xamfrà dels carrers de la Llacuna i Enna, que a partir del 1968 acolliria les rotatives de La Vanguardia, traslladades des del carrer dels Tallers. Poc després, va cessar la producció tèxtil al Poblenou i la part principal del recinte es va llogar a diverses empreses fins al seu tancament a principis del segle xxi. La producció es mantingué a la fàbrica de l'Hospitalet, que tancà a començament de la dècada del 1980, i també s'obrí una segona fàbrica a Sant Feliu de Guíxols, que tancà l’any 1973.
Cap al 1965, el recinte es veié afectat per l'obertura del carrer de la Llacuna. Entre els anys 2007 i 2008 se n'enderrocà una part, mentre que de la restant se n'aprofità la façana del carrer del Doctor Trueta per a un hotel i diversos locals comercials. L'edifici dels carrers de la Llacuna i de Ramon Turró acull la seu del Centre d'Urgències i Emergències Socials de Barcelona (CUESB).